# Wilson (Pensilvania)
Wilson es un borough ubicado en el condado de Northampton en el estado estadounidense de Pensilvania. En el año 2000 tenía una población de 7.682 habitantes y una densidad poblacional de 2,388.4 personas por km².

## Geografía
Wilson se encuentra ubicado en las coordenadas 40°41′05″N 75°14′23″O / 40.68472, -75.23972.

## Demografía
Según la Oficina del Censo en 2000 los ingresos medios por hogar en la localidad eran de $37,400 y los ingresos medios por familia eran $44,707. Los hombres tenían unos ingresos medios de $35,870 frente a los $26,738 para las mujeres. La renta per cápita para la localidad era de $18,625. Alrededor del 5.8% de la población estaba por debajo del umbral de pobreza.